# FC Viktoria 1889 Berlin
O clube foi fundado em 1º de julho de 2013 após uma fusão entre as equipes do BFC Viktoria 1889 e do Lichterfelder FC. O clube tem o maior departamento de futebol da Alemanha. O clube possui também 1600 membros ativos.